# 小西賢一
小西賢一（日语：小西賢一，1968年6月23日—）是出生於日本埼玉縣的男性動畫作畫監督。

## 經歷
小西賢一是以吉卜力工作室第一屆實習生身份進入該動畫室就職。在於吉卜力裡的經歷中，小西賢一首次被挑選處理重要場景橋段是於1995年發行的電影動畫《心之谷》中，負責繪製眾名人物演唱歌曲《鄉村路》的橋段，該部份當時讓小西賢耗盡半年時間處理約1030枚原畫、2900多張的動畫稿張數。之後則於1999年的《隔壁的山田君》裡，小西賢一首次被提拔為該作品的作畫監督。
在完成《隔壁的山田君》後，小西賢一多以自由職業身份參與吉卜力、或是其它動畫室作品。而在2014年秋季以電子戀愛冒險遊戲《大圖書館的牧羊人》改編的同名動畫上，是小西賢一初次以動畫導演身份挑戰的作品。

## 參與作品

### 電影動畫
- 平成狸合戰（1994年）：原畫
- 心之谷（1995年）：原畫
- On Your Mark（1995年）：原畫
- 魔法公主（1997年）：原畫
- 隔壁的山田君（1999年）：作畫監督
- 神隱少女（2001年）：原畫
- 千年女優（2002年）：原畫
- 東京教父（2003年）：作畫監督、角色設計
- 大雄的貓狗時空傳（2004年）：原畫
- 霍爾的移動城堡（2004年）：原畫
- 新大雄的恐龍（2006年）：作畫監督
- 地海戰記（2006年）：原畫
- 火影忍者劇場版：大興奮！新月島之動物大騷動（2006年）：原畫
- 盜夢偵探（2006年）：原畫
- 福音戰士新劇場版：破（2009年）：原畫
- 鋼之鍊金術師 嘆息之丘的聖星（2011年）：總作畫監督、角色設計
- 彩虹螢火蟲（2012年）：原畫
- 輝耀姬物語（2013年）：作畫監督
- 回憶中的瑪妮（2014年）：原畫
- 海獸之子（2019年）：作畫監督

### 電視動畫
- 如風如雲（1990年）：動畫
- 海潮之聲（1993年）：原畫
- 新世紀福音戰士（1995年）：第11集原畫
- 數碼寶貝大冒險（2000年）：原畫
- 攻殼機動隊 S.A.C. 2nd GIG（2004年）：第21集作畫監督
- 妄想代理人（2004年）：原畫
- BECK（2004年）：第1集原畫
- 地球防衛少年（2007年）：角色設計
- RIDEBACK（2009年）：開頭片段原畫、第11集原畫
- 謎樣女友X（2012年）：角色設計
- Velonica（2014年）：作畫監督、原畫
- 大圖書館的牧羊人（2014年）：導演、作畫監督、原畫

### OVA動畫
- FLCL（2001年）：第6集原畫
- 依巴拉度時間（2007年）：作畫監督

### 短篇動畫
- space station No.9（2005年）：原畫
- Je t'aime（2010年）：原畫

### 電子遊戲
- 第二國度 漆黑的魔導士（2010年）：原畫

## 外部連結
- 小西賢一在互联网电影资料库（IMDb）上的資料（英文）